# Fritillaria taipaiensis
Fritillaria taipaiensis là một loài thực vật có hoa trong họ Liliaceae. Loài này được P.Y.Li miêu tả khoa học đầu tiên năm 1966.